# النماوث
النماوث (به انگلیسی: Alnmouth) یک روستا و محله مدنی در بریتانیا است که در نورث‌آمبرلند واقع شده‌است. النماوث ۵۶۲ نفر جمعیت دارد.